# Matsapha flygplats

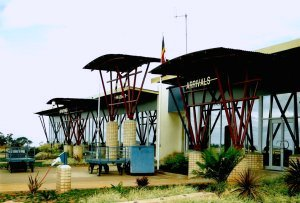
Matsapha Airport, 2004.

Matsapha Airport är en flygplats som ligger nära staden Manzini, Swaziland. Planer finns på att flygplatsen skall tas över av krigsmakten och att den skall ersättas av Sikhuphe International Airport, men inget datum är satt.

## Flygbolag och destinationer
| Flygbolag         | Destinationer |
| ----------------- | ------------- |
| Airlink           | Johannesburg  |
| Swaziland Airlink | Johannesburg  |